# Operador linear ilimitado
Em matemática e, em especial, em análise funcional, a noção de operador linear ilimitado fornece uma estrutura abstrata para lidar com diversas aplicações, principalmente em coneção  em cone com operadores diferenciais e mecânica quântica.
A teoria dos operadores ilimitados foi desenvolvida no final dos anos de 1920 e início de 1930, por J. von Neuman and M. H. Stone, como uma tentativa de colocar a mecânica quântica em uma base matemática rigorosa  .

## Definição e propriedades básicas
Sejam {\displaystyle X,Y} espaços de Banach. Um operador linear ilimitado é uma aplicação linear {\displaystyle A:D(A)\subset X\longrightarrow Y}, onde {\displaystyle D(A)} é um subespaço de {\displaystyle X}, chamado domínio  de {\displaystyle A}. Dizemos que o operador {\displaystyle A} é densamente definido quando {\displaystyle D(A)} é denso em {\displaystyle X}, isto é, quando {\displaystyle {\overline {D(A)}}=X}. 
A imagem de {\displaystyle A} é um subespaço de  {\displaystyle Y} denotado por {\displaystyle R(A)}. O gráfico de {\displaystyle A}, denotado por {\displaystyle G(A)}, é definido por
{\displaystyle G(A)=\{(x,Ax)\in X\times Y;\ x\in D(A)\}.}
Um operador {\displaystyle A} é dito ser fechado se o seu gráfico é fechado em {\displaystyle X\times Y}. O núcleo de {\displaystyle A} é um subespaço de {\displaystyle X}, definido por
{\displaystyle {\mathcal {N}}(A)=\{x\in D(A);\ Ax=0\}.}